# Villemandeur

Villemandeur este o comună în departamentul Loiret din centrul Franței. În 1 ianuarie 2022 avea o populație de 6.931 de locuitori.